# 1537
1537 је била проста година.

## Догађаји

### Фебруар
- 24. фебруар — Склопљен је мир из Великог Варадина између Фердинанда I и Јована Запоље.

### Септембар
- 20. септембар — Због заслуга стечени у борби против Османлија, краљ Фердинанд I је Павла Бакића поставио за српског деспота. Павле је недуго потом погинуо, 9. октобра исте године, у бици код Горјана, у тадашњој Вуковској жупанији.

## Смрти
- 9. октобар  —  Павле Бакић српски деспот.